# Ali (voornaam)
Ali is een voornaam. Als voornaam was het van oudsher een meisjesnaam en een verkorting van de Germaanse naam Adelheid. In die vorm is de naam niet zo veel meer aanwezig in Nederland.
Als Arabische naam voor jongens komt veel meer voor. De betekenis is dan hoog of verheven. Het is ook de naam van Ali ibn Aboe Talib (600-661), neef en schoonzoon van de islamitische profeet Mohammed, die binnen de sjiitische, alevitische en soefistische islam een belangrijk man was. 
Behalve als voornaam komt de naam ook voor als patroniem of achternaam. Ook hier is vaak sprake van de Arabische herkomst van de naam.

## Bekende naamdragers
- Ali Baba, sprookjesfiguur
- Ali Bouali, rapper (beter bekend als Ali. B.)
- Ali G, alter ego van de Britse komiek Sacha Baron Cohen